# Marià Armengol i Torrella
Marià Armengol i Torrella, també conegut com a Mario Armengol i Mario Hubert Armengol, (Sant Joan de les Abadesses, 17 de desembre de 1909 – Nottingham, 27 de novembre de 1995) va ser un pintor, escultor i dissenyador industrial català, nacionalitzat britànic el 1961.

## Biografia
Marià Armengol i Torrella era fill d'una família d'empresaris tèxtils que es traslladà a Terrassa l'any 1920 gràcies als beneficis generats per la venda de teles als aliats durant la Primera Guerra Mundial.
Va despuntar com artista amb set anys, i als dotze va guanyar un concurs local de pintura per il·lustrar un llibre de contes. Amb quinze anys va fer el disseny d'alguns cartells per empreses de Terrassa, com Jover i Co, filatures Vda. Castells i Novetats Vacarisas, entre d'altres, a més de dissenyar l'emblema del Centre Excursionista de Terrassa l'any 1933. Va estudiar art durant un període molt breu a Terrassa, però el seu pare, Benet Armengol, volia que Marià s'ocupés de la gestió de la fàbrica. Per aquest motiu el va enviar a Madrid a estudiar enginyeria. Va aprofitar aquesta estada a Madrid, i la pensió que li passaven els seus pares, per estudiar secretament belles arts en comptes d'enginyeria.
L'any 1928 es va traslladar a París per continuar els seus estudis artístics acadèmics. Dos anys després torna a Catalunya i fa algunes vinyetes a favor de la Segona República Espanyola. L'any 1931 es va casar amb Isabel Obradors.
Poc després del cop d'estat del general Francisco Franco els pares d'Armengol s'exilien a Mèxic l'any 1938. Tant ell com Isabel romandran encara a Catalunya, però les seves filiacions polítiques anteriors i el fet d'haver fet dibuixos a favor de la República fa que a finals de 1938 s'exiliï a peu a França, abandonant la seva família. Un cop allà, internat en un dels múltiples camps de concentració que el govern francès va muntar per donar cabuda a tots els exiliats, s'allista a la Legió Francesa per sortir-ne com més ràpidament millor. És en aquest moment que pren el sobrenom de Mario Hubert, motiu pel qual es poden trobar referències seves amb aquest nom. Durant la seva etapa a la Legió va utilitzar les seves habilitats com a dibuixant per a fer plans topogràfics i caricatures dels legionaris, dels quals els hereus de Marià en conserven moltes. Després de passar per Escòcia, Noruega i França, sempre amb la Legió, el 9 de juliol de 1940 Marià abandona el cos militar, i un any més tard comença la seva nova vida al Regne Unit, on va morir el 27 de novembre de 1995 a Nottingham.

## Producció artística
Gairebé tota la producció artística de l'autor va ser duta a terme a Anglaterra. En un primer moment va treballant pel ministeri d'informació britànic, on va fer dibuixos per a la secció llatinoamericana i posteriorment per al departament d'Art europeu. Els més de dos mil dibuixos que va produir per aquest òrgan del govern els enviava via correu postal a Londres, des d'un petit pub al poble de Laneham, prop de Retford, on s'havia mudat i hi va viure.
L'any 1942 publica el llibre Those Three, on caricaturitza Hitler, Mussolini i el general Hideki Tojo, llibre que l'ajuda a crear-se una reputació com a ninotaire més enllà dels encàrrecs del govern. Aquest fet va afavorir que li encarreguessin il·lustrar el llibre Spanish fairy stories, traduit per Gamel Woolsey. Fora del camp de la caricatura va realitzar algunes exposicions, entre elles en destaca la que va fer a l'Institut Francès del Regne Unit, juntament amb Picasso i altres artistes. Amb tot, la seva fama com a ninotaire el va conduir a rebre encàrrecs de caricatura política pels diaris Daily Mail i el Daily Telegraph, així com els Chicago Sun i el Boston Globe.
Cap al final de la Segona Guerra Mundial, Armengol treballa per la Divisió d'Ultramar del Ministeri d'Informació, i acabada la guerra canvia de departament i passa a l'Oficina central d'Informació, on va realitzar encàrrecs comercials per a Hammerton Beers o British Drug Houses Laboratory Chemicals. També va dissenyar cartells per a la General Post Office i pels ferrocarrils anglesos. L'any 1951 produeix unes escultures amb plàstic Perspex (va ser el primer a fer servir aquest material de manera creativa) per al Festival of Britain, una celebració que va dur a terme el Regne Unit pel final de la guerra.
L'any 1958 rep la medalla d'or per la seva col·laboració en els dissenys del pavelló britànic de l'exposició universal de Brussel·les, i el 1967 Armengol també col·labora en un pavelló, aquest cop amb la creació d'una enorme escultura pel pavelló britànic de l'Expo World Fair en Mont-real, Canadà. Les deu estàtues que componen el conjunt portaven per títol «La germandat de la Humanitat», i en finalitzar la mostra van ser donades a la ciutat de Calgary, on s'exposen actualment a l'exterior.
La seva feina en exposicions també inclou el disseny de BBC50 el 1972, una mostra per celebrar els cinquanta anys de la BBC.